# Starołęka

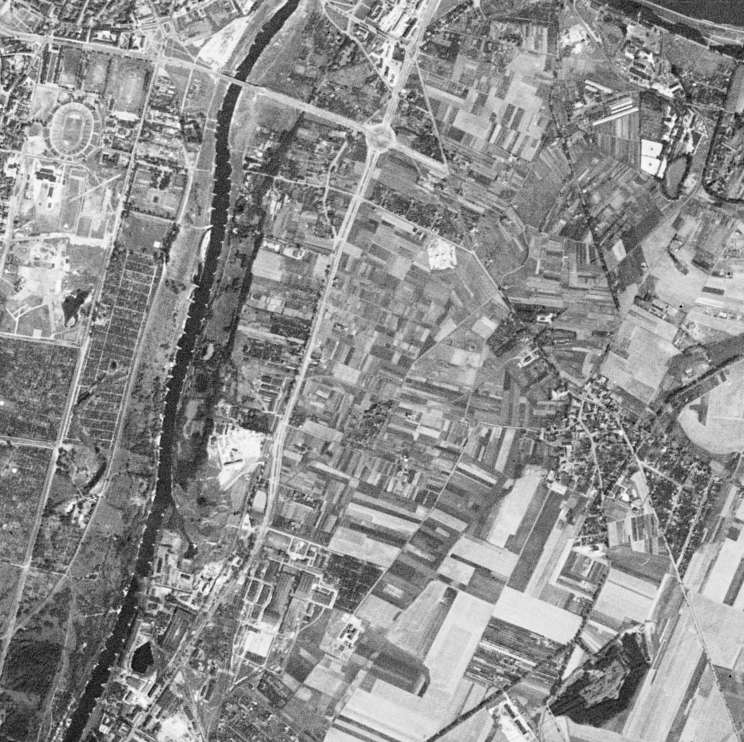
Nowe Miasto sfotografowane przez satelitę wywiadowczego w 1965 r. Widoczny obszar od Rataj, przez Żegrze, aż do Starołęki

Starołęka (niem. Klein Starlanke, Luisenhein) – dzielnica Poznania, na osiedlu samorządowym Starołęka-Minikowo-Marlewo. Położona jest nad wschodnim brzegiem rzeki Warty.
Wieś duchowna Starołęka Mała, własność Klasztoru Karmelitów Trzewiczkowych w Poznaniu pod koniec XVI wieku leżała w powiecie poznańskim województwa poznańskiego.

## Położenie, obszar i historia
Obejmuje obszar dwóch dawnych podpoznańskich wsi – Starołęki Małej (potocznie po prostu Starołęki) oraz Starołęki Wielkiej.
W rejonie Starołęki (terasa warciańska) znaleziono najstarsze ślady pobytu człowieka na terenie obecnego Poznania – wyroby krzemienne kultur mazowszańskich z około 20–10 tys. lat p.n.e. (drugim takim miejscem był Szeląg).
Początkowo była wsią książęcą, a od 1253 miejską. Po 1314 Władysław Łokietek skonfiskował ją miastu i odtąd była wsią szlachecką, następnie mieszczańską, podzieloną na kilka części, będących w posiadaniu różnych rodzin poznańskich, m.in. Macieja Starołęskiego. Starołęka Mała w latach 1408–1413 była własnością Strosbergów, którzy sprzedali ją karmelitom trzewiczkowym od kościoła Bożego Ciała. W połowie XVI wieku funkcjonował tu młyn wodny (tzw. korzecznik, czyli nasiębierny).
Na przełomie XIX i XX wieku Starołęka stała się dynamicznie rozwijającym przedmieściem przemysłowym Poznania. W 1885 miała 185 ha powierzchni i liczyła 322 mieszkańców, głównie katolików. Były tu 42 budynki mieszkalne. W 1875 oddano do użytku linię kolejową do Kluczborka ze stacją Luisenhain. W 1886 urządzono przy dworcu stację pocztową. Położenie bezpośrednio przy Warcie i linii kolejowej zwróciło uwagę poznańskich przemysłowców, którzy rozpoczęli tu lokowanie zakładów przemysłowych. Jednym z pierwszych był Roman May, który wzniósł Chemiczną Fabrykę Nawozów Sztucznych w 1879. W 1881 zbudowano nabrzeże przeładunkowe nad Wartą. Dynamiczny rozwój przyniosło ostatnie dziesięciolecie XIX wieku, a od początku XX wieku wieś zaczęła zyskiwać charakter przemysłowy, co wiązało się z poważnym wzrostem cen gruntów. W 1901 powstał znacznych rozmiarów spichlerz nad Wartą, w bezpośrednim sąsiedztwie stacji kolejowej i mostu na Warcie (nieistniejący). W 1905 gmina Mała Starołęka zajmowała 198,5 ha i liczyła 1105 mieszkańców, w większości Polaków i katolików. Bliskość stacji Łęgów Dębińskich sprzyjała również rozwojowi funkcji rekreacyjnej – przy ul. Starołęckiej wyrosły ogródki rozrywkowe, m.in. popularna restauracja ogrodowa Bogusława Kempfa (wcześniej Zameczek nad Wartą), czy oberża Zum Deutscher Kaiser. W 1902 powstała szkoła gminna. W 1905 powiększono i rozbudowano stację kolejową. W 1903 dobudowano do mostu kolejowego kładkę pieszą, co uderzyło w funkcjonującą obok przeprawę promową braci Kanoniczaków. W 1905 przejście piesze oświetliły lampy elektryczne. W tym samym roku skasowano przystanek kolejowy na Dębinie, co wywołało protesty ludności (bezskuteczne).
Licznie powstawały różnego rodzaju towarzystwa, tak polskie, jak i niemieckie. W 1912 założono np. polskie Koło Śpiewackie, czy niemiecki Związek Kombatantów powstały w 1904. W 1905 powołano Towarzystwo Biblioteczne, a w 1908 powstało Towarzystwo Ochotniczej Straży Pożarnej Małej Starołęki.
Starołęki nie omijały też klęski, zwłaszcza pożary. Dwa największe miały miejsce 5 października 1907 w Fabryce Mydła Ludwiga Ascha i 31 lipca 1910 w młynie braci Brummerów.
Po odzyskaniu przez Polskę niepodległości przeprowadzono 11 czerwca 1919 wybory radnych gminy. Do głosowania upoważnione były 803 osoby. 1 października tego roku wybrano pierwszego polskiego sołtysa Starołęki – Kazimierza Wyszyńskiego. W 1921 we wsi mieszkało 1997 osób, w tym 1825 Polaków.
Poznań, przeżywający gwałtowny rozwój gospodarczy, cierpiał na brak gruntów pod rozwój przemysłu i budownictwa mieszkaniowego. Było to przyczyną poszukiwań nowych terenów, o które można by powiększyć obszar miejski. Starołęka Mała (m.in. rejon ul. Maya i ul. św. Antoniego) przyłączona została do Poznania 1 stycznia 1925, wraz z innymi miejscowościami podmiejskimi, m.in. pobliskimi Żegrzem i Ratajami. Przez 10 lat od przyłączenia mieszkańcy nie byli obciążani podatkami gruntowymi. Władze miejskie podkreślały wówczas, że akt włączenia ma wymiar symboliczny – do Poznania wróciła bowiem piastowska Starołęka, która była własnością miejską już w 1253, przy lokacji miasta. Ostatnim sołtysem był Stanisław Grajczak, zamieszkały przy ul. Starołęckiej 41.
Problemem mieszkańców była słaba komunikacja z centrum Poznania. Docierała tu tylko linia autobusowa. Najbliższa pętla tramwajowa znajdowała się na Dębcu, a otwarto ją w 1937. Dostępna była za pomocą kładki przy moście kolejowym na Warcie. Tramwaj na Starołękę dotarł dopiero w 1955. Stan dróg bocznych też był bardzo słaby, były one dziurawe, błotniste i w dużym stopniu nie oświetlone.
Starołękę Wielką (m.in. ul. Żorska, Kotwicza i inne) włączyły w granice miasta niemieckie władze okupacyjne podczas II wojny światowej.

## Przemysł

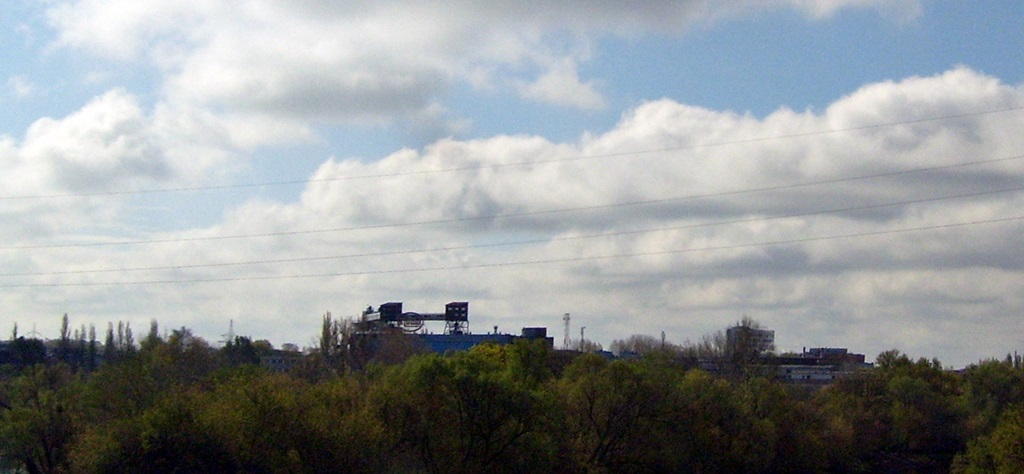
Fabryka opon Stomil-Poznań S.A., z perspektywy mostu Przemysła I (2014)

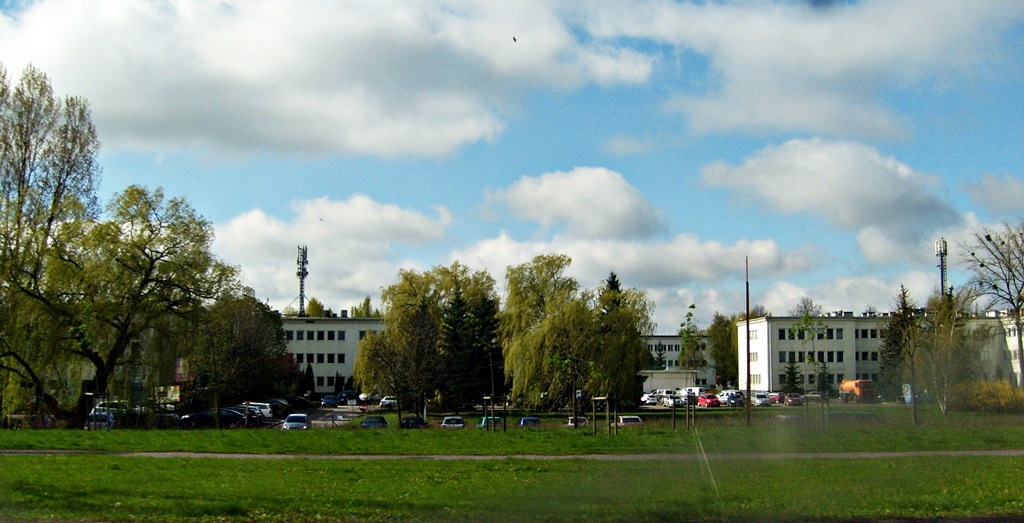
Poznańska Fabryka Maszyn Żniwnych, widok od strony ulicy Hetmańskiej (2014)

Dawna Starołęka Mała to w dużej mierze tereny przemysłowe - funkcjonują tam takie zakłady jak:
- Stomil-Poznań SA – zakład oponiarski o najdłuższej tradycji w Polsce, założony w roku 1928, produkujący opony diagonalne przeznaczonych do maszyn górniczych i maszyn do prac ziemnych, opony do wózków przemysłowych i podnośnikowych, opony do samochodów ciężarowych i przyczep, opony do maszyn rolniczych, ogumienie do samolotów, helikopterów i szybowców, opony pełne do transportu wewnętrznego i maszyn drogowych.
- FERREX Spółka z o.o. – odlewnia żeliwa. Zakład powstał na bazie Poznańskiej Fabryki Maszyn Żniwnych w 1989 roku; produkuje m.in. żeliwne włazy studzienkowe, podstawy do stołów czy stolików, odlewy użytkowe[10], części do maszyn rolniczych[11] czy armatury[12].

Przez wiele lat funkcjonowały na terenie Starołęki zakłady:
- Pollena-Lechia – późniejszy Beiersdorf-Lechia SA, Nivea Polska SA – fabryka kosmetyków marki Nivea (zakład w Starołęce został zamknięty, a budynki fabryczne wyburzone. Produkcja odbywa się w innym miejscu Poznania - ul. Gnieźnieńska).
- Poznańska Fabryka Maszyn Żniwnych „Agromet”

Historyczne, większe zakłady funkcjonujące na Starołęce:
- gazownia Towarzystwa Aerogengas z Hanoweru przy ul. św. Antoniego 35 (1906),
- Fabryka Chemiczno-Techniczna i Tłuszczów Jadalnych Standard Fryderyka Abla (wcześniej Chemofar), producent margaryny (ul. Forteczna 2),
- fabryka chemiczna Romana Maya przy ulicy jego imienia,
- Wielkopolska Wytwórnia Chemiczna Blask, wcześniej fabryka mydła (od 1858) i proszków do prania (od 1904) Karla Regera (Blask zatrudniał w 1921 około 450 osób; produkowano też lakiery i pokosty), ul. Starołęcka 2-4; część budynków zaprojektował w 1921 Adam Ballenstedt,
- Polskie Zakłady Pirotechniczne (od 1930) – producent ogni sztucznych, ul. Starołęcka 2-4,
- Fabryka Chemiczna Tukan Karola Sandera (od 1927), ul. Starołęcka 6-8,
- cegielnie Richarda Pornitza i Gustawa Weidemana, ul. Starołęcka 6-8, a także Perkiewicza (nr 18),
- Wytwórnia Marmolad i Konserw Ruitera (od 1921, produkcja marmolad, powideł, kompotów i dżemów), wykupiona w 1928 przez Centralną Poznańską Fabrykę Wyrobów Gumowych (późniejszy Stomil), ul. Starołęcka 18,
- odlewnia Ressel & Kedziora (od 1905), ul. Starołęcka 19,
- pralnia chemiczna z farbiarnią A. Sieburga (od 1848, na Starołęce od początków XX wieku), ul. Starołęcka 28,
- Przemysł Smołowcowy Louisa Lindenberga (od 1897), fabryka papy, ul. Starołęcka 35-37,
- Fabryka Chemiczna Hermes Stanisława Filipowskiego (1908-1937), ul. Starołęcka 40,
- Knorr Zakłady Wyrobów Odżywczych, od 1932, w 1938 zatrudniały 120 pracowników, ul. Starołęcka 42,
- Bałtycko-Amerykańskie Towarzystwo Importu Nafty Hamburg-Poznań (od 1902), ul. Starołęcka 44-50,
- Elegancja Poznańska, pralnia chemiczna i farbiarnia Mieczysława Kempfa (od 1922), ul. Starołęcka 60,
- młyn Brummerów (Luisenhainmühle), spłonął 31 lipca 1910, odbudowany w 1911, ul. Starołęcka 62-64[13].

## Inne osobliwości

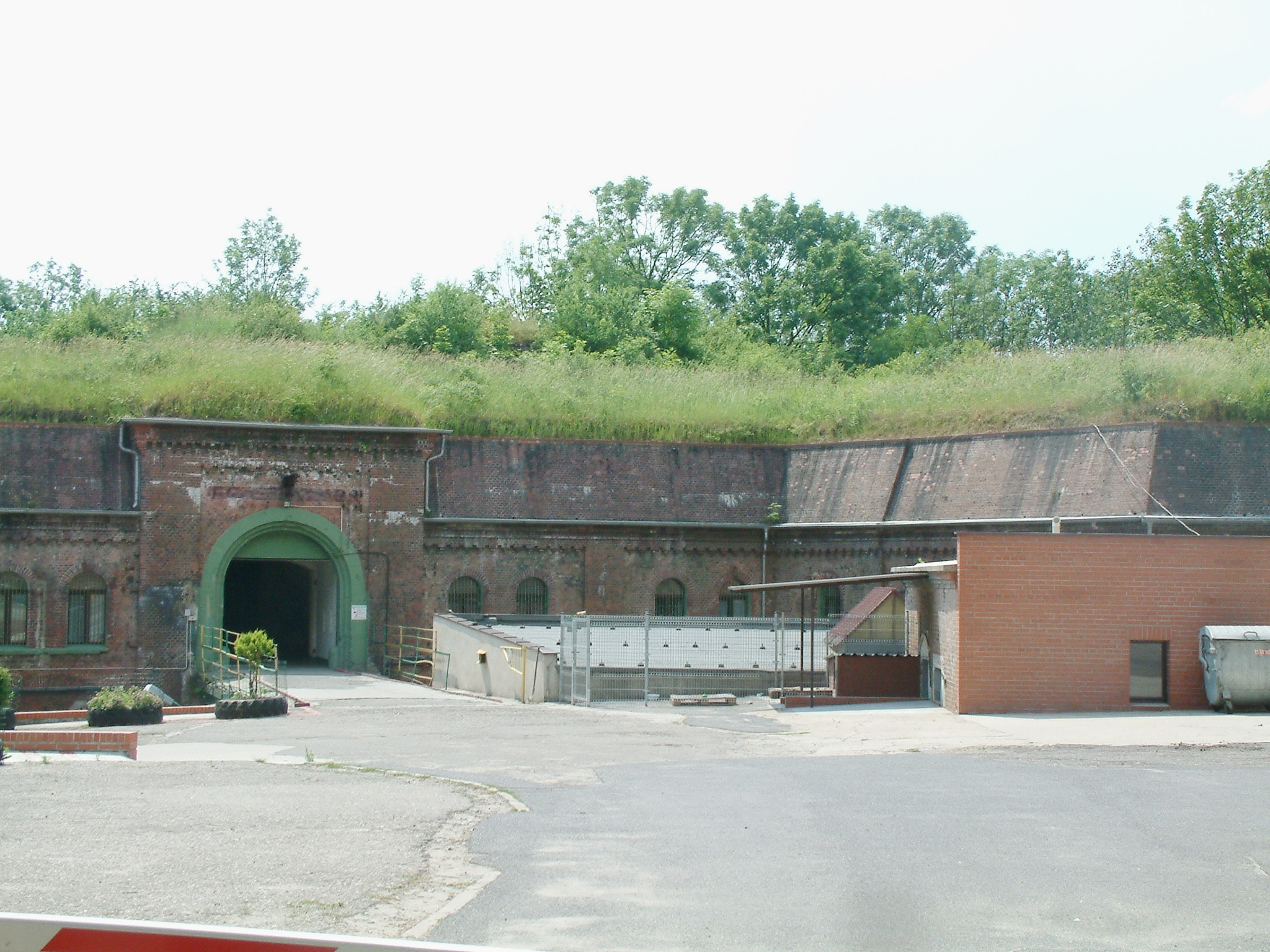
Fort I (Röder)

Na terenie Starołęki znajduje się stacja kolejowa Poznań Starołęka (na linii Kluczbork – Poznań). Mostem kolejowym wraz z kładką dla pieszych (zamkniętą w roku 2013) Starołęka łączy się z lewobrzeżną częścią miasta - Dębiną położoną na terenie dwóch osiedli samorządowych: osiedla Wilda i osiedla Zielony Dębiec. Przy ulicy Książęcej znajduje się Fort I, natomiast przy ul. Gołężyckiej - Fort Ia. Obydwa obiekty są zabytkowymi elementami zewnętrznego pierścienia fortyfikacji Twierdzy Poznań. Zabytkiem jest też dwór starołęcki, jak również niektóre budynki osiedla robotniczego w rejonie ulic Romana Maya i Bystrej.

## Miejsca kultu religijnego

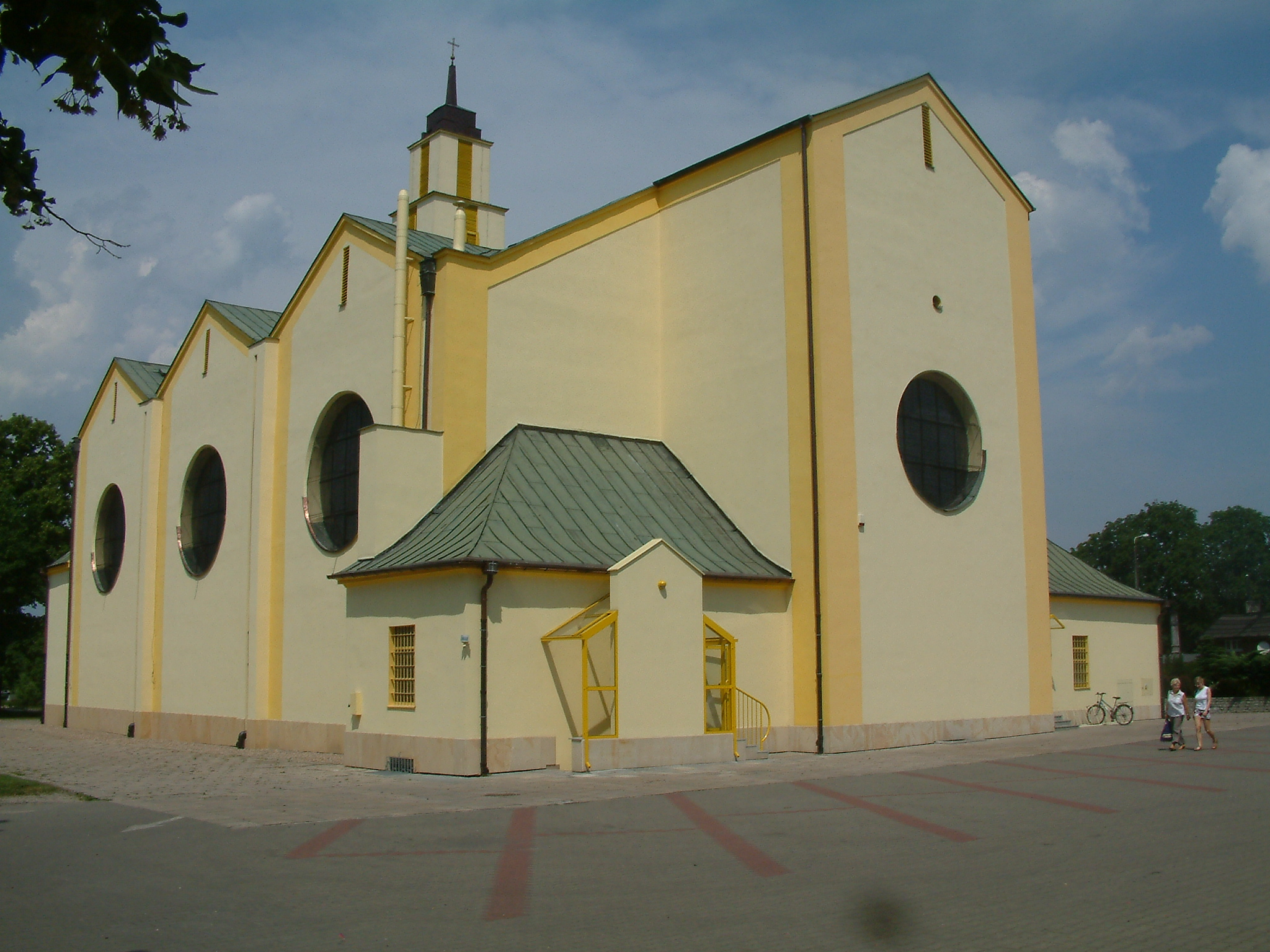
Kościół pw. św. Antoniego Padewskiego (2007)

Na Starołęce mieszczą się dwie świątynie rzymskokatolickie:
- Kościół pw. św. Antoniego Padewskiego
- Kościół pw. św. Jana Apostoła i Ewangelisty

Na terenie Starołęki znajdują się również kapliczki przydrożne:
- ul. Starołęcka 62, przy pętli autobusowej – murowana, z blaszanym daszkiem i drewnianą figurą Zbawiciela Świata, ufundowana przez rodzinę Kempfów w drugiej połowie XIX wieku, od otoczenia wydzielona metalowym płotkiem; przed II wojną światową zmierzały doń procesje błagalne o urodzaje i obfite plony,
- ul. Starołęcka 11 – figura Serca Jezusowego, postawiona przez rodzinę Bińczewskich wraz z domem w marcu 1933 (Niemcy zrzucili ją z cokołu, okupację przetrwała schowana w kościele),
- na rozstaju ulic Starołęcka i Głuszyna (Starołęka Wielka) – figura Matki Boskiej z 1913 ufundowana przez mieszkańców wsi (napis: Fundowała gmina Starołęka Wielka); ukryta przed okupantem niemieckim przetrwała wojnę (Niemcy zniszczyli jedynie cokół); sporadycznie odbywają się tu Apele Jasnogórskie[14].

17 kwietnia 2019 otwarto przy ul. Starołęckiej Centrum Pozarządowych Organizacji Sportowych (wyczynowych, wiejskich, szkolnych i osób z niepełnosprawnościami).

## Prasa lokalna
Lokalny samorząd osiedlowy wydaje kwartalnik Nasza Starołęka o numerze ISSN 1730-5446.

## Komunikacja miejska i podmiejska
Linie tramwajowe:

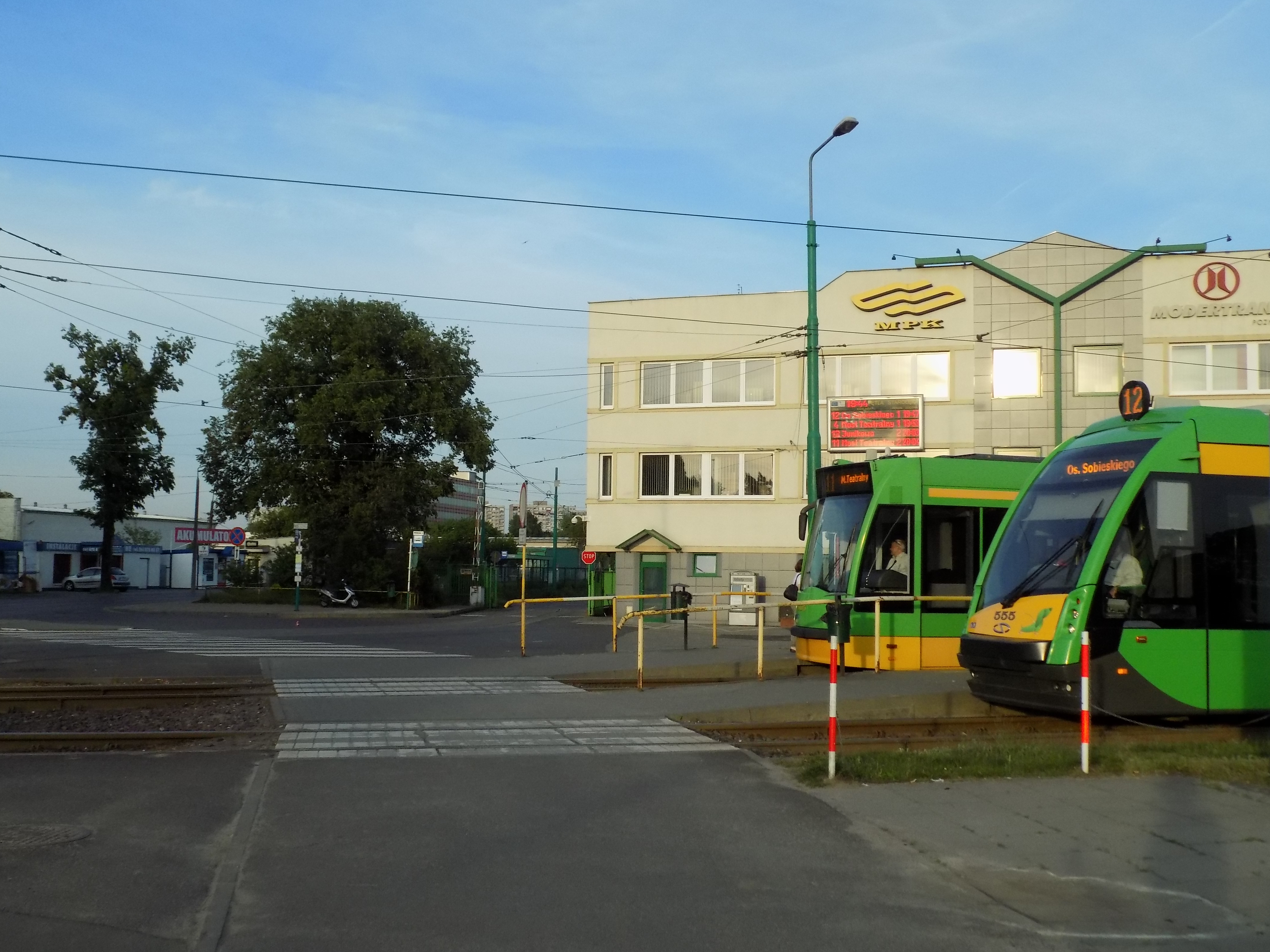
Tramwaje na pętli Starołęka w tle zabudowania zajezdni tramwajowej Forteczna (2016)

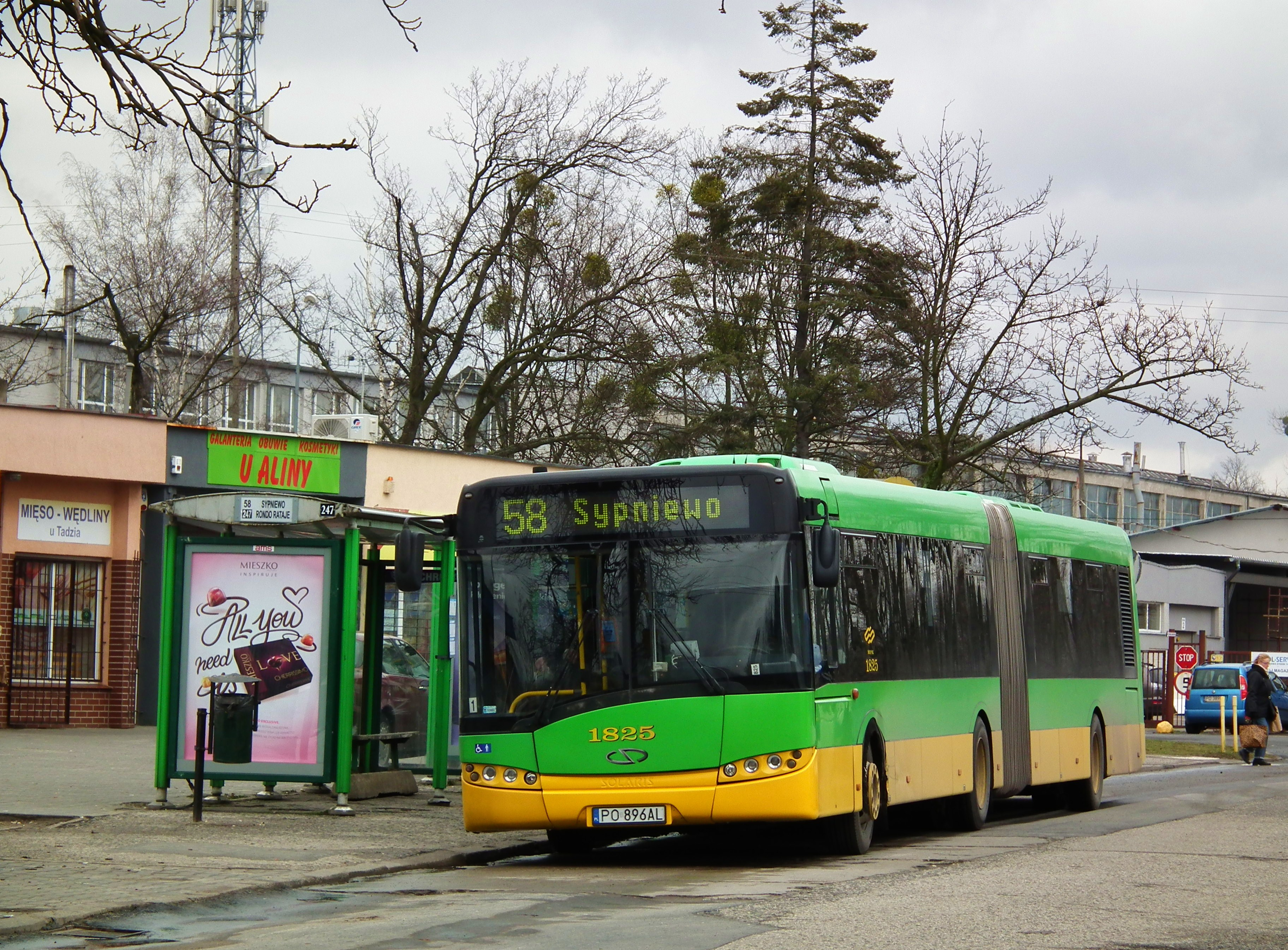
Autobus linii 58 na pętli Starołęka (2016)

- 12 – Starołęka PKM – Połabska
- 13 – Starołęka PKM – Junikowo
- 17 – Starołęka PKM – Górczyn PKM

Linie autobusowe dzienne:
- 123 - Starołęka PKM – Krzesiny
- 158 - Starołęka PKM – Sypniewo
- 189 – Starołęka (ul. Książęca) – Minikowo – Unii Lubelskiej – Starołęka (ul. Forteczna)
- 194 – Starołęka PKM (ul. Książęca) – Marlewo – Garaszewo – Minikowo – Unii Lubelskiej

Linie autobusowe dzienne obsługiwane na zlecenie ZTM przez KPA KOMBUS
- 527 – Starołęka PKM – Daszewice Pętla/Kamionki Pętla/Kamionki Szkoła

Linie autobusowe nocne
- 211 – Garbary PKM – (Minikowo)/ Starołęka (ul. Forteczna)
- 221 – Garbary PKM – Sypniewo